# Couvent des Prémontrés du Saint-Sacrement
Le couvent des Prémontrés du Saint-Sacrement ou couvent des Prémontrés de la Croix Rouge était un monastère parisien fermé en octobre 1790 dont l’église fut détruite en 1797 et les bâtiments conventuels en 1926. Ce couvent était situé à l’angle des rues de Sèvres et du Cherche-Midi.

## Fondation

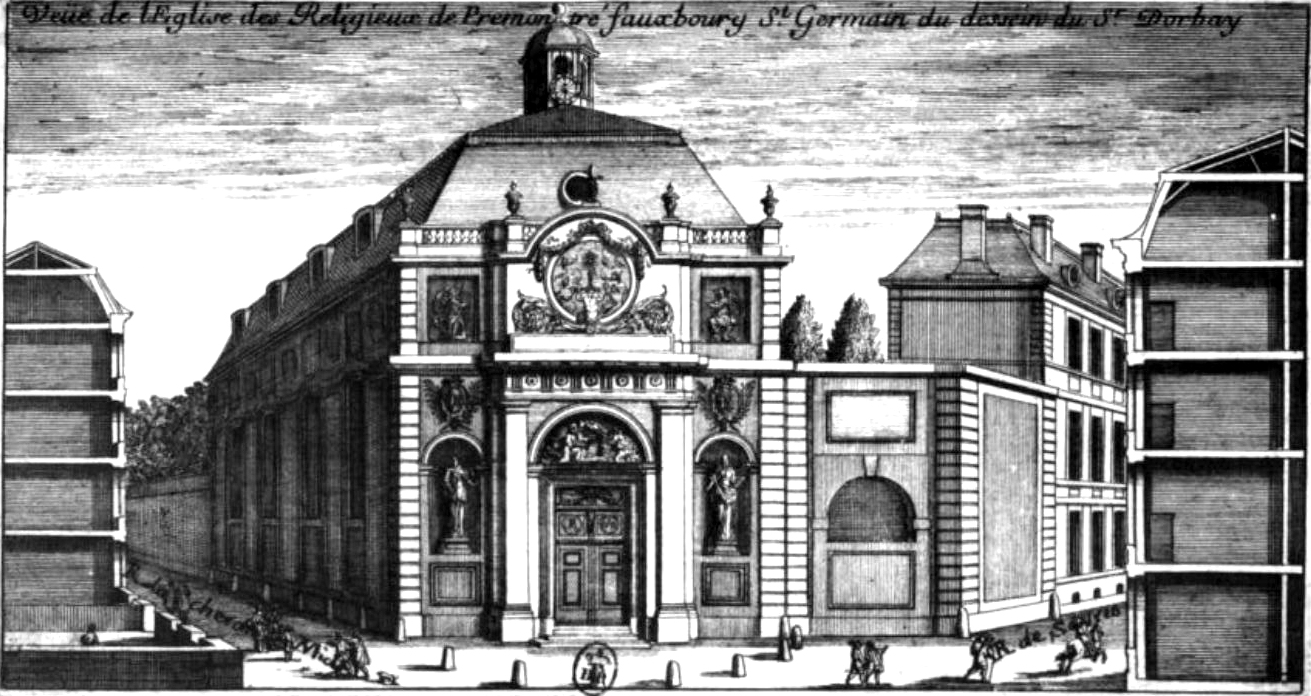
Église des Prémontés avant 1719

L’ordre des Prémontrés achète en 1661 les terrains de tuileries situées au carrefour de la Croix Rouge. Anne d’Autriche offre en 1662 une somme de 10 000 livres et pose la première pierre de l’église érigée par François II D'orbay. Cette première église longeait la rue du Cherche-Midi et son portail s’ouvrait sur la place de la Croix Rouge.
Une nouvelle église plus vaste construite par Nicolas Simonnet la remplace en 1719. En 1722, la communauté fait construire  par cet architecte du 1 au 9 de la rue de Sèvres et du 2 au 12 de la rue du Cherche Midi des maisons de rapport qui masquent entièrement l’église où l’on entrait par une porte donnant sur le carrefour de la Croix Rouge. Une entrée secondaire existait au 11 rue de Sèvres.

## Suppression du couvent
Le couvent est fermé en 1790 et vendu comme bien national avec les maisons qui l’entouraient. L’église est détruite en 1797. La maison conventuelle perpendiculaire au 11-13 de la rue de Sèvres est remplacée en 1926 par un immeuble.
Les immeubles des 4 , 4bis et 4 ter de la rue du Cherche-Midi construits en 1870 en recul en application de la règlementation d'alignement remplacent les maisons bâties en 1722 par les religieux, celles du 11 et 13 rue de Sèvres sont également détruites en 1998 pour une opération immobilière.
Les immeubles des 2, 6 à 10 rue du Cherche-Midi, des 1 au 9 rue de Sèvres sont les maisons construites en 1722 qui étaient louées par les religieux.

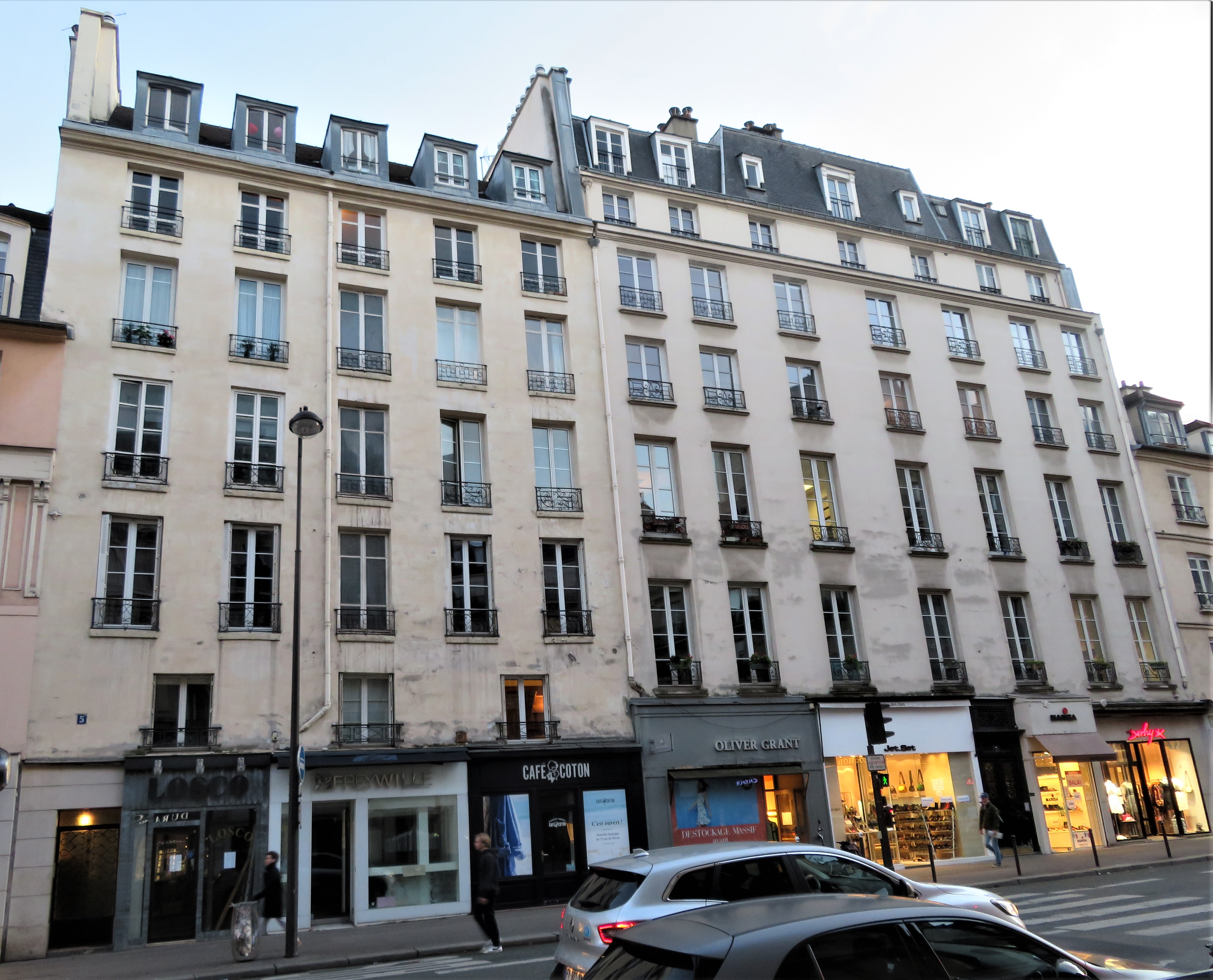
5-7-9 rue de Sèvres
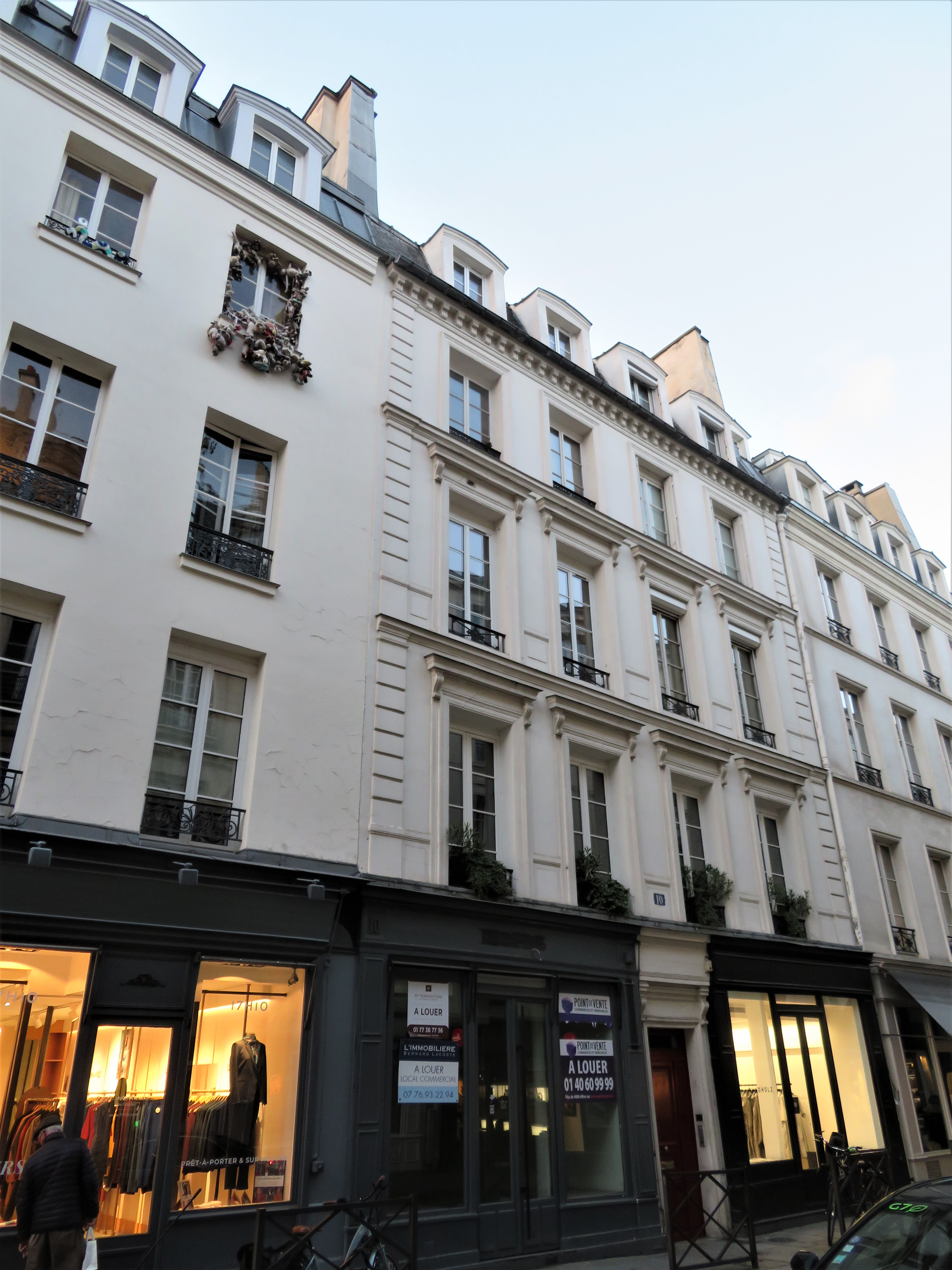
10-12 rue du Cherche Midi
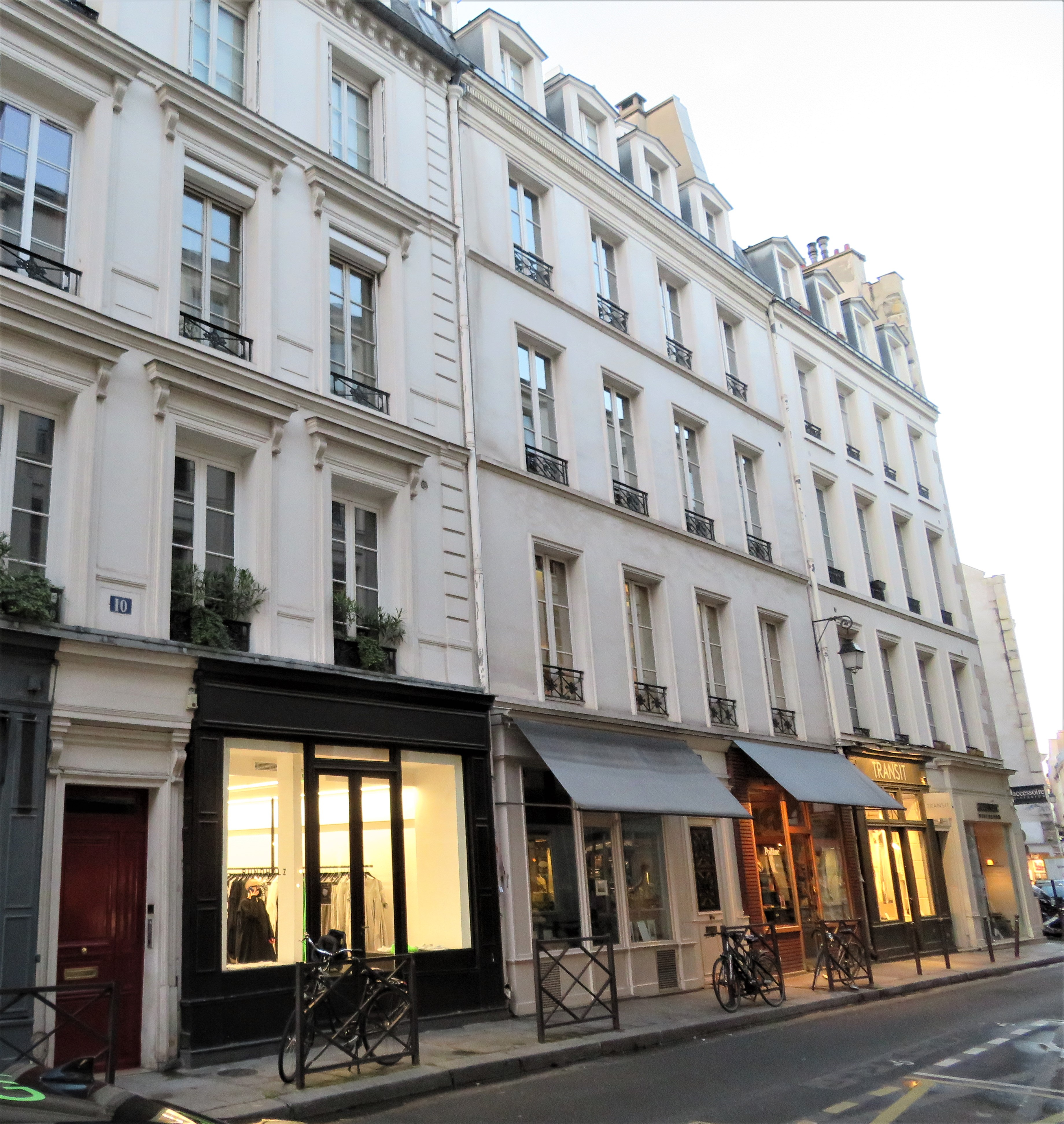
6-10 rue du Cherche-Midi